# Flughafen Lilabari

i8
i11
i13
Der ca. 101 m hoch gelegene Flughafen Lilabari (englisch Lilabari Airport, IATA-Code: IXI, ICAO-Code: VELR) ist ein nationaler Flughafen ca. 8 km (Fahrtstrecke) nördlich der Stadt North Lakhimpur im Bundesstaat Assam im Nordosten Indiens.

## Geschichte
Airport mitsamt Terminal wurden im Jahr 2003 eröffnet. Der Flughafen dient auch als Trainingseinrichtung.

## Verbindungen
Nur eine indische Fluggesellschaft betreibt derzeit einen täglichen Linienflug nach Kalkutta. Nach Guwahati bestehen unregelmäßige Verbindungen.

## Sonstiges
- Betreiber des Flughafens ist die Airports Authority of India.
- Es gibt eine Start-/Landebahn mit 2286 m Länge.